# Hustopeče nad Bečvou
Hustopeče nad Bečvou là một chợ huyện thuộc huyện Přerov, vùng Olomoucký, Cộng hòa Séc.